# Vausseroux
Vausseroux is een gemeente in het Franse departement Deux-Sèvres (regio Nouvelle-Aquitaine) en telt 299 inwoners (1999). De plaats maakt deel uit van het arrondissement Parthenay.

## Geografie
De oppervlakte van Vausseroux bedraagt 19,2 km², de bevolkingsdichtheid is 15,6 inwoners per km².
De onderstaande kaart toont de ligging van Vausseroux met de belangrijkste infrastructuur en aangrenzende gemeenten.

## Demografie
Onderstaande figuur toont het verloop van het inwonertal (bron: INSEE-tellingen).